# 模仿艺人
模仿艺人、模仿者或印象派演员（英語：Impressionist）的表演通常包括模仿声响、模仿人或动物的行为或声音。这个词指专门从事这类表演的专业的喜剧演员或艺人，他们形成了广泛的印象派表演剧目，并因时事而经常产生新的模仿表演。模仿表演也是一种经典的赌场娱乐体裁。
模仿一个特定的人，而非广泛的模仿他人，如撞脸，被称为冒充者。在广义上，“冒充者”或许可以用“模仿者”代替，因为两者之间的区别并不重要，重要的是避免与印象派（画派）或印象乐派中的“印象派”混淆。
通常情况下，这类表演中最“印象派”的地方是对表演对象（通常是政治家或名人）的声音忠实度。模仿艺人也可以使用道具，如眼镜或帽子等，但这些道具现在被认为有些老套和繁琐：人们希望通过声音来承载表演。
一些动画片经常戏仿名人（有时是拐弯抹角的讽刺）。因此，模仿的能力是一个成功的配音演员的标志之一。许多动画片中的角色是为了让观众联想到某个特定的名人，即使即使不知道他们的准确名字。在这种情况下，娱乐价值并不在于准确地再现声音的技术成就，而仅仅在于使其具有可识别性；笑点在于对名人的模仿，而不是演绎。

## 各地区的模仿艺术

### 在英国
20世纪70年代，英国电视充斥着对英国情景剧《没出息的儿子》中的虚构角色弗兰克·斯潘塞的模仿。可能是因为弗兰克的独特的举止和服饰给了表演者许多视觉上的捷径以掩盖其能力上的不足。在大约十年的时间里，若没有模仿弗兰克，英国模仿艺人的表演是不完整的。
20世纪60年代中期到80年代初，迈克·亚伍德在模仿艺术的舞台上占据了主导地位，他的电视节目经常吸引超过1000万的观众。模仿艺人在20世纪70年代的才艺表演节目中非常受欢迎，连尼·亨利是由此发展起来的一个著名的例子。
20世纪90年代，电视上的模仿艺术在一定程度上是缺席的。随着"Spitting Image" 的完结和罗里·布雷姆纳转向模仿政治人物（主要是约翰·梅杰、托尼·布莱尔、戈登·布朗，以及英国王室成员）。1999年的"The Big Impression" 以及2002年的"Dead Ringers" 这两个节目都是以名人为主角的模仿节目，前者是体育界的名人，后者是政治家。在"Dead Ringers" 首播的同年，第四台开始播放由喜剧演员利·弗朗西斯创作并主演的成人小品节目"Bo'Selecta！" ，恶搞了包括克雷格·大卫、媚儿碧和迈克尔·杰克逊在内的歌手，但该节目的重点是更像是将名人的形象漫画化，而不是模仿他们。
伦敦标志(英語：The Icons in London)，2007年1月4日至2月28日在莱斯特广场的The Venue演出，由著名的美国出生、英国长大的模仿艺人格雷格·伦敦主演，是第一部深入探讨模仿艺术的原创音乐剧。该剧由格雷格-伦敦、西区剧院导演大卫-泰勒和伦敦剧作家保罗-米勒共同创作。2009年，一档新的英国广播公司第一台模仿秀"The Impressions Show with Culshaw and Stephenson" 受到了广泛的欢迎，这个节目由黛布拉·斯蒂芬森和乔恩·卡尔肖扮演英国最著名的面孔。该节目的第三季于2011年10月开始播出。

### 在北美
自20世纪60年代末，里奇·利特尔成为了模仿艺人中的佼佼者，他模仿了一众名流和政治家。自1975年开播以来，全国广播公司的《周六夜现场》节目的演员们一直在表演政治家和名人的形象。现任NBC《今夜秀》的主持人吉米·法伦以在各种场景中表演许多名人的形象而成名。《周六夜现场》的卡司达瑞尔·哈蒙德、比尔·哈德和傑·法羅被誉为 "印象大师"，他们都曾在节目中模仿过80多位名人。
今天的许多模仿总统的模仿艺人都受到了沃恩·米德的影响，他在1962年的《第一家庭》专辑中对约翰·肯尼迪的模仿，使他一举成名。
模仿艺人是动画片的主要组成部分，很多电影和电视动画（尤其是周边产业经济电影（英語：franchises））都使用了当时的名人印象。以模仿名人形象著称的配音演员包括道斯·巴特勒、梅尔文·布兰克、唐·梅西克、莫里斯·拉马奇、翠丝·马可尼尔、詹姆斯·阿诺德·泰勒和羅伯·博森。
一些模仿艺人在模仿艺术上有更多的独特艺能。他们是：加拿大喜剧演员安德烈-菲利普·加格农、加拿大歌手贝萝妮克·迪卡尔、美国歌声模仿者格雷格·伦敦和加拿大名人模仿艺人特蕾西·贝尔。《传奇音乐会》是致敬艺术家作品的音乐模仿节目。

### 在印度
内雷拉·维努·马达哈夫模仿过世界上的政治家、演员、歌手、诗人和其他社会人物。他也模仿耶稣诞生和莎士比亚戏剧的场景、流行电影中的音乐和自然与机械的声音。印度有很多人把模仿作为自己的职业，仅凭模仿的技巧就在电影界获得了成功，如：演员贾亚拉姆、西瓦卡提基扬、迪莱普。

### 在大中华地区
大中华地区的娱乐业以歌手的模仿表演而闻名。张学友和刘德华往往被许多专业或业余歌手视为模仿模仿声乐的榜样。然而，即使是像郑少秋这样的老牌歌手也被认为是第一代模仿艺人。著名的歌手兼模仿艺人兼喜剧演员有王力宏、王祖蓝、罗志祥、陈奕迅、林俊杰等。 在台湾和大陆，很多喜剧演员可以同时冒充5到10人，有时甚至会为他们举办模仿比赛。

## 鸟类模仿艺术家
十九世纪末至二十世纪初，在高质量的录音技术出现之前，模仿动物和鸟类的模仿艺人在舞台上一度流行。这一时期突出的模仿艺人有美国的查尔斯·克劳福德·戈斯特，英国的查尔斯·凯洛格、爱德华·艾维斯、爱德华·艾维斯、珀西·爱德华兹和埃列克·肖（英語：Alec Shaw）